# زبان اشاره سری‌لانکایی
زبان اشاره سری‌لانکایی زبان اشاره‌ای است که توسط ناشنوایان و کم شنوایان در سری‌لانکا استفاده می‌شود.